# Binanga (Huta Bargot)
Binanga is een bestuurslaag in het regentschap Mandailing Natal van de provincie Noord-Sumatra, Indonesië. Binanga telt 336 inwoners (volkstelling 2010).